# ديف توماس
ديف توماس (بالإنجليزية: Dave Thomas)‏ (5 أكتوبر 1950 المملكة المتحدة - ) هو لاعب كرة قدم بريطاني يلعب كلاعب وسط.

## مسيرته الكروية
لعب ديف توماس خلال مسيرته الاحترافية مع 7 أندية في عشرون موسمًا وسجل خلالها 51 هدفًا ضمن 436 مباراة. ولم يفز بأي موسم بالكأس أو بالدوري.
خاض ديف توماس مسيرته مع نادي بيرنلي في موسم 1966–67 ليلعب معه سبعة مواسم، مشاركًا في 114 مباراة سجل خلالها 15 هدفًا. ثم انتقل إلى نادي كوينز بارك رينجرز في موسم 1972–73 ليلعب معه خمسة مواسم، حيث شارك في 182 مباراة سجل خلالها 29 هدفًا. لينتقل بعدها إلى نادي إيفرتون في موسم 1977–78 ولمدة موسمين، مشاركًا في 71 مباراة سجل خلالها 4 أهداف. ثم انتقل إلى نادي وولفرهامبتون واندررز في موسم 1979–80 لمدة موسم واحد، مشاركًا في 10 مباريات ولم يسجل أي هدف. هذا وانتقل لاحقًا إلى فانكوفر وايتكابس ما بين عامي 1981 و1982 لمدة موسم واحد، مشاركًا في 16 مباراة سجل خلالها هدفين. ثم انتقل بعدها إلى نادي ميدلزبره في موسم 1981–82 لمدة موسم واحد، مشاركًا في 13 مباراة سجل خلالها هدفًا واحدًا. ليعود وينتقل من جديد، لكن هذه المرة إلى نادي بورتسموث في موسم 1982–83 واستمر معه طيلة ثلاثة مواسم، مشاركًا في 30 مباراة ولم يسجل أي هدف.

## روابط خارجية
- ديف توماس على موقع قاعدة بيانات كرة القدم.إي يو (الإنجليزية)
- ديف توماس على موقع ناشيونال فوتبول تيمز (الإنجليزية)